# Bordány
Bordány  este un sat în districtul Mórahalm, județul Csongrád, Ungaria, având o populație de 3.206 locuitori (2011). 

## Demografie
Componența etnică a satului Bordány
     Maghiari (98,03%)
     Necunoscut (0,63%)
     Alții (1,34%)
Componența confesională a satului Bordány
     Romano-catolici (63,35%)
     Fără religie (8,58%)
     Reformați (1,65%)
     Necunoscută (25,33%)
     Alte religii (2,37%)
Conform recensământului din 2011, satul Bordány avea 3.206 locuitori. Din punct de vedere etnic, majoritatea locuitorilor (98,03%) erau maghiari. Apartenența etnică nu este cunoscută în cazul a 0,63% din locuitori.  Din punct de vedere confesional, majoritatea locuitorilor (63,35%) erau romano-catolici, existând și minorități de persoane fără religie (8,58%) și reformați (1,65%). Pentru 25,33% din locuitori nu este cunoscută apartenența confesională.